# Stibabenzen
Stibabenzen, také nazývaný stibinin, je organická sloučenina, jejíž molekula je odvozená od benzenu náhradou jednoho uhlíkového atomu antimonem; její vzorec je C5H5Sb; vzhledem k přítomnosti vazeb C-Sb se řadí mezi organické sloučeniny antimonu.

## Příprava
Stibabenzen se připravuje tříkrokovým postupem. Výsledný produkt lze izolovat, i když je nestálý. První krok spočívá v reakci penta-1,4-diynu s dibutylstannanem.
{\displaystyle {\ce {C5H4 + Bu2SnH2 -> C13H24Sn}}}
Druhým krokem je reakce vzniklého 1,1-dibutyl-1,4-dihydrostanninu s chloridem antimonitým za tvorby 1-chlor-1-stibacyklohexa-2,5-dienu.
{\displaystyle {\ce {C13H24Sn + SbCl3 -> C5H6SbCl}}}
V závěrečném kroku reaguje 1-chlor-1-stibacyklohexa-2,5-dien se zásadou, jako je například 1,5-diazabicyklo[4.3.0]non-5-en (DBN), a vytváří se stibinin.
{\displaystyle {\ce {C5H6SbCl + DBN -> C5H6Sb}}}

## Podobné sloučeniny

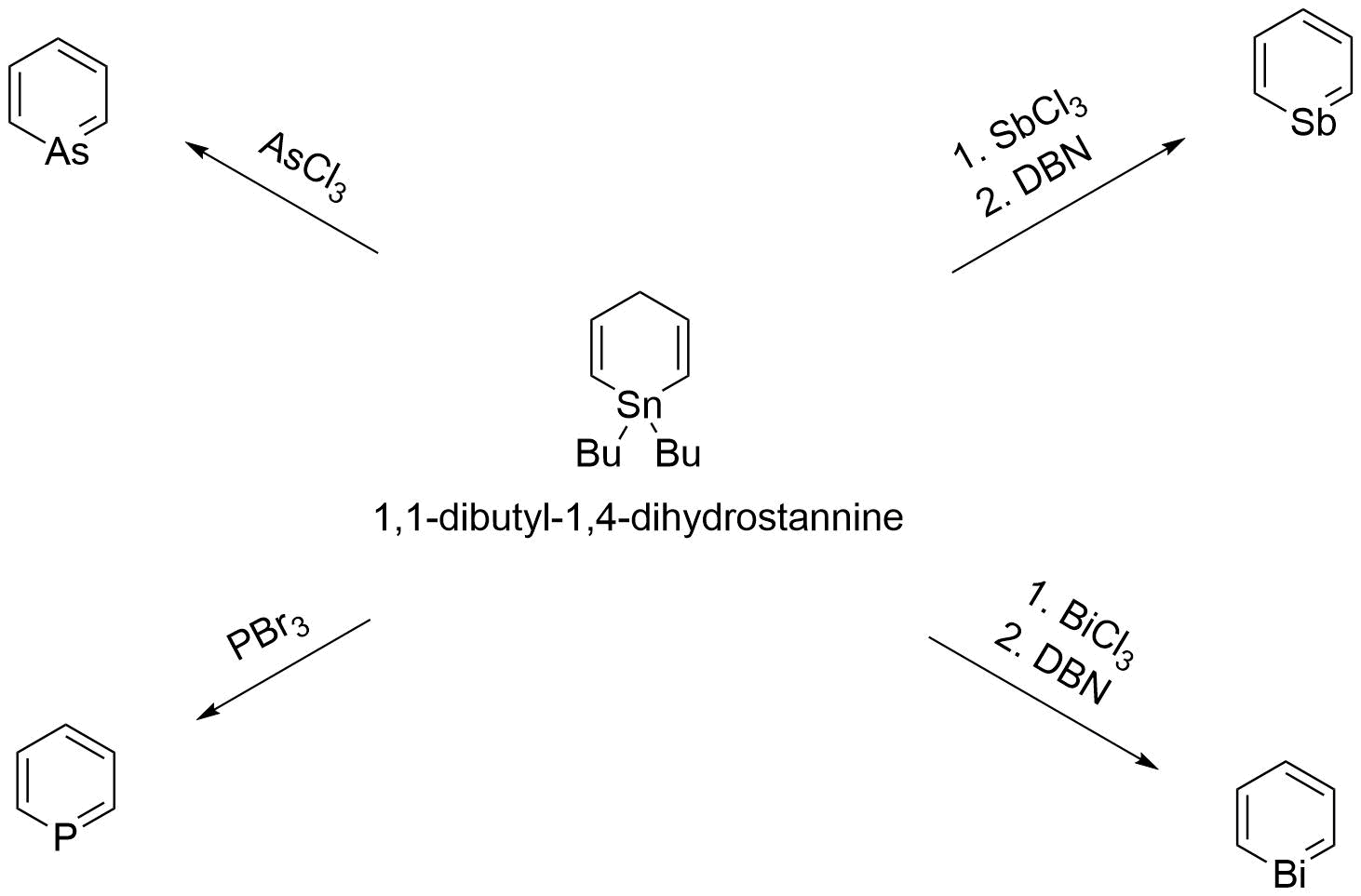
Čtyři reakce 1,1-dibutyl-1,4-dihydrostanninu, jimiž se vytváří arsabenzen, fosforin, bismabenzen a stibabenzen

Další deriváty benzenu s jedním uhlíkem nahrazeným atomem prvku 15. skupiny lze získat podobnými postupy jako stibinin. Reakcemi 1,1-dibutyl-1,4-dihydrostanninu s chloridem arsenitým, chloridem fosforitým a chloridem bismutitým vznikají arsabenzen, fosforin, případně 1-chlor-1-bismacyklohexa-2,5-dien. 1-chlor-1-bismacyklohexa-2,5-dienu se zásadou, například 1,5-diazabicyklo(4.3.0)non-5-enem, se utvoří bismabenzen.